# كارل هان
كارل هان (بالألمانية: Carl Hahn junior) هو رائد أعمال وشخصية أعمال ألماني، ولد في 1 يوليو 1926 في كيمنتس في ألمانيا. شغل منصب رئيس مجموعة فولكسفاجن منذ 1982 وحتى 1993.

## سيرة ذاتية

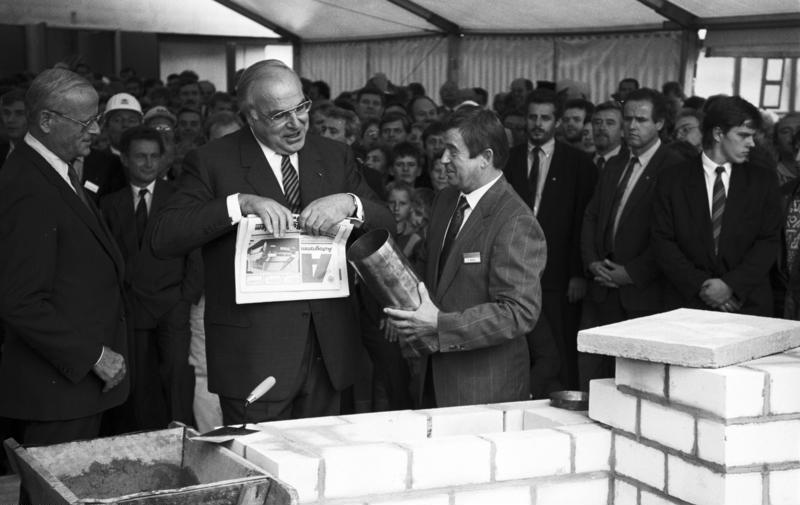
حفل وضع حجر الأساس لمصنع فولكس فاجن الجديد في موزيل بالقرب من تسفيكاو.

ولد هان في مقاطعة ساكسونيا الألمانية وقضى أولى سنوات حياته في كيمنتس. كان والده مديرًا في شركة صناعة السيارات الألمانية دي كاي دبليو وكان مؤسسًا مشاركًا في أوتو يونيون في عام 1932 والتي أنتجت فيما بعد العلامة التجارية أودي. خلال سنوات دراسته، درس كارل إدارة الأعمال في جامعة كولونيا وجامعة زيورخ، ودرس الاقتصاد والسياسة في بريطانيا وفرنسا. في عام 1952، حصل على درجة الدكتوراه في الاقتصاد من جامعة برن في سويسرا، وبعد ذلك ذهب إلى إيطاليا لسنة واحدة ليدرس الفنون والآداب. ثم بدأ كارل ياهن مسيرته المهنية كخبير مالي في شركة أوروبية للسيارات في باريس، وفي سنة 1953 التحق بفولكسفاجن كمساعد للمدير العام للشركة، وبعد فترة وجيزة أصبح رئيس دعايا المبيعات في قسم التصدير، وبعد سنتين تقلد منصب رئيس فرع فولكسفاجن في الولايات المتحدة وظل يعمل هناك حتى سنة 1965.

## وصلات خارجية
- كارل هان على موقع مونزينجر (الألمانية)